# Бенойлам
Бенойлам (чечен. Бенойн лам)  — горная вершина в Ножай-Юртовском районе Чечни, родовая гора тайпа Беной.
Высота над уровнем моря составляет 1942 метра. Ближайшие населённые пункты — Беной-Ведено и Лем-Корц.

## Этимология
Название переводится с чеченского как «гора бенойцев».

## Галерея

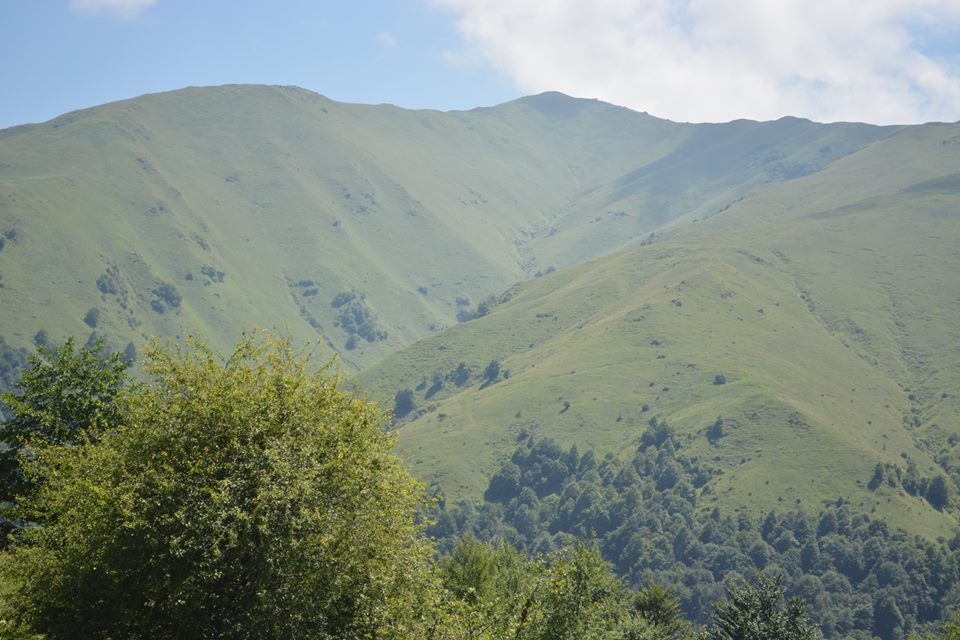
Бенойлам — вид с хребта Ашанете